# Хорошенский
Хорошенский — хутор в Нехаевском районе Волгоградской области России, в составе Упорниковского сельского поселения.
Население — 110 (2010).

## История
В середине XIX века - хутор Хорошенков станицы Тишанской Хопёрского округа Земли Войска Донского (с 1870 — Область Войска Донского). В 1859 году на хуторе проживало 97 душ мужского и 102 женского пола. Население хутора быстро увеличивалось. По переписи 1873 года на хуторе проживали уже 229 мужчин и 224 женщины, в хозяйствах жителей насчитывалось 296 лошадей, 240 пар волов, 782 головы прочего рогатого скота и 1741 овца.
Согласно переписи населения 1897 года на хуторе проживали 372 мужчины и 366 женщин. Большинство населения было неграмотным: грамотных мужчин — 172 (46,2 %), женщин — 35 (9,6 %).
Согласно алфавитному списку населённых мест Области Войска Донского 1915 года земельный надел хутора составлял 4814 десятин, проживало 294 мужчины и 283 женщины, имелись хуторское правление, церковь и церковно-приходская школа.
С 1928 года — в составе Нехаевского района Хопёрского округа (упразднён в 1930 году) Нижне-Волжского края (с 1934 года — Сталинградского края). Хутор являлся центром Хорошенского (Хорошинского) сельсовета
С 1954 по 1957 год район входил в состав Балашовской области. В этот период хутор был включен в состав Упорниковского сельсовета
.

## География
Хутор расположен в пределах Калачской возвышенности, на реке Акишевке (правый приток реки Хопёр), на высоте около 110 метров над уровнем моря. Почвы — чернозёмы южные
По автомобильным дорогам расстояние до станицы Упорниковской - 9,1 км, до районного центра станицы Нехаевской — 17 км, до областного центра города Волгограда — 350 км.
Часовой пояс
Хорошенский, как и вся Волгоградская область, находится в часовой зоне МСК (московское время). Смещение применяемого времени относительно UTC составляет +3:00.

## Население
Динамика численности населения по годам:
| 1859 | 1873 | 1897 | 1915 | 1989 | 2002 |
| ---- | ---- | ---- | ---- | ---- | ---- |
| 199  | 453  | 738  | 577  | ≈240 | 182  |

| 2010 |
| ---- |
| 110  |